# Гуангџоу
Гуангџоу (кин: 广州市 / 廣州市, Guǎngzhōu; или Кантон) град је на југу Народне Републике Кине и главни град покрајине Гуандонг (или Кантон), значајан трговачки и индустријски центар. Према процени из 2009. у граду је живело 3.103.466 становника.
Близина Хонгконга је повољна околност за локалну економију. Овде се налази ФК Гуангџоу.

## Географија

### Клима
| Клима Гуангџоа (нормале 1971–2000, екстреми 1961–2000)                   | Клима Гуангџоа (нормале 1971–2000, екстреми 1961–2000) | Клима Гуангџоа (нормале 1971–2000, екстреми 1961–2000) | Клима Гуангџоа (нормале 1971–2000, екстреми 1961–2000) | Клима Гуангџоа (нормале 1971–2000, екстреми 1961–2000) | Клима Гуангџоа (нормале 1971–2000, екстреми 1961–2000) | Клима Гуангџоа (нормале 1971–2000, екстреми 1961–2000) | Клима Гуангџоа (нормале 1971–2000, екстреми 1961–2000) | Клима Гуангџоа (нормале 1971–2000, екстреми 1961–2000) | Клима Гуангџоа (нормале 1971–2000, екстреми 1961–2000) | Клима Гуангџоа (нормале 1971–2000, екстреми 1961–2000) | Клима Гуангџоа (нормале 1971–2000, екстреми 1961–2000) | Клима Гуангџоа (нормале 1971–2000, екстреми 1961–2000) | Клима Гуангџоа (нормале 1971–2000, екстреми 1961–2000) |
| Показатељ \ Месец                                                        | .Јан.                                                  | .Феб.                                                  | .Мар.                                                  | .Апр.                                                  | .Мај.                                                  | .Јун.                                                  | .Јул.                                                  | .Авг.                                                  | .Сеп.                                                  | .Окт.                                                  | .Нов.                                                  | .Дец.                                                  | .Год.                                                  |
| ------------------------------------------------------------------------ | ------------------------------------------------------ | ------------------------------------------------------ | ------------------------------------------------------ | ------------------------------------------------------ | ------------------------------------------------------ | ------------------------------------------------------ | ------------------------------------------------------ | ------------------------------------------------------ | ------------------------------------------------------ | ------------------------------------------------------ | ------------------------------------------------------ | ------------------------------------------------------ | ------------------------------------------------------ |
| Апсолутни максимум, °C (°F)                                              | 27,2 (81)                                              | 28,6 (83,5)                                            | 32,1 (89,8)                                            | 32,4 (90,3)                                            | 36,2 (97,2)                                            | 36,6 (97,9)                                            | 39,1 (102,4)                                           | 38,0 (100,4)                                           | 37,6 (99,7)                                            | 34,8 (94,6)                                            | 32,5 (90,5)                                            | 29,6 (85,3)                                            | 39,1 (102,4)                                           |
| Максимум, °C (°F)                                                        | 18,3 (64,9)                                            | 18,5 (65,3)                                            | 21,6 (70,9)                                            | 25,7 (78,3)                                            | 29,3 (84,7)                                            | 31,5 (88,7)                                            | 32,8 (91)                                              | 32,7 (90,9)                                            | 31,5 (88,7)                                            | 28,8 (83,8)                                            | 24,5 (76,1)                                            | 20,6 (69,1)                                            | 26,3 (79,4)                                            |
| Просек, °C (°F)                                                          | 13,9 (57)                                              | 15,2 (59,4)                                            | 18,1 (64,6)                                            | 22,4 (72,3)                                            | 25,8 (78,4)                                            | 27,8 (82)                                              | 28,9 (84)                                              | 28,8 (83,8)                                            | 27,5 (81,5)                                            | 24,7 (76,5)                                            | 20,1 (68,2)                                            | 15,5 (59,9)                                            | 22,4 (72,3)                                            |
| Минимум, °C (°F)                                                         | 10,3 (50,5)                                            | 11,7 (53,1)                                            | 15,2 (59,4)                                            | 19,5 (67,1)                                            | 22,7 (72,9)                                            | 24,8 (76,6)                                            | 25,5 (77,9)                                            | 25,4 (77,7)                                            | 24,0 (75,2)                                            | 20,8 (69,4)                                            | 15,9 (60,6)                                            | 11,5 (52,7)                                            | 18,9 (66,1)                                            |
| Апсолутни минимум, °C (°F)                                               | 0,1 (32,2)                                             | 1,3 (34,3)                                             | 3,2 (37,8)                                             | 7,7 (45,9)                                             | 14,6 (58,3)                                            | 18,8 (65,8)                                            | 21,6 (70,9)                                            | 20,9 (69,6)                                            | 15,5 (59,9)                                            | 9,5 (49,1)                                             | 4,9 (40,8)                                             | 0,0 (32)                                               | 0,0 (32)                                               |
| Количина кише, mm (in)                                                   | 40,9 (1,61)                                            | 69,4 (2,732)                                           | 84,7 (3,335)                                           | 201,2 (7,921)                                          | 283,7 (11,169)                                         | 276,2 (10,874)                                         | 232,5 (9,154)                                          | 227,0 (8,937)                                          | 166,2 (6,543)                                          | 87,3 (3,437)                                           | 35,4 (1,394)                                           | 31,6 (1,244)                                           | 1.736,1 (68,35)                                        |
| Дани са кишом (≥ 0.1 mm)                                                 | 7,5                                                    | 11,2                                                   | 15,0                                                   | 16,3                                                   | 18,3                                                   | 18,2                                                   | 15,9                                                   | 16,8                                                   | 12,5                                                   | 7,1                                                    | 5,5                                                    | 4,9                                                    | 149,2                                                  |
| Релативна влажност, %                                                    | 72                                                     | 78                                                     | 82                                                     | 84                                                     | 84                                                     | 84                                                     | 82                                                     | 82                                                     | 78                                                     | 72                                                     | 66                                                     | 66                                                     | 77,5                                                   |
| Сунчани сати — месечни просек                                            | 118,5                                                  | 71,6                                                   | 62,4                                                   | 65,1                                                   | 104,0                                                  | 140,2                                                  | 202,0                                                  | 173,5                                                  | 170,2                                                  | 181,8                                                  | 172,7                                                  | 166,0                                                  | 1.628                                                  |
| Сунчано време — месечни проценти                                         | 35                                                     | 22                                                     | 17                                                     | 17                                                     | 26                                                     | 35                                                     | 49                                                     | 43                                                     | 46                                                     | 51                                                     | 52                                                     | 50                                                     | 36,9                                                   |
| Извор: China Meteorological Administration, all-time extreme temperature |                                                        |                                                        |                                                        |                                                        |                                                        |                                                        |                                                        |                                                        |                                                        |                                                        |                                                        |                                                        |                                                        |

## Историја

### Праисторија
Насеље које је сада познато као Нанвученг било је присутно у овој области до 1100. године пре нове ере. Неке традиционалне кинеске историје постављају оснивање Нанвученга за време владавине краља Нана од Џоуа, цара Џоуа од 314. до 256. пре нове ере. Речено је да се састојао од нешто више од ограде од бамбуса и блата.

### Нањуе
Гуангџоу, тада познат као Пању, основан је на источној обали Бисерне реке 214. п.н.е. Бродови којима су командовали трговци стигли су на обалу Јужне Кине у касној антици. Преживели записи из династије Танг потврђују да су становници Пањуа посматрали низ трговинских мисија. Записи о спољнотрговинским бродовима сежу до касног 20. века.
Пању је био седиште Нанхај команде династије Ћин и служио је као база за прву инвазију на земље Баејуе у јужној Кини. Легендарни извештаји су тврдили да су војници код Пањуа били толико будни да три године нису скидали оклоп. Након пада Ћина, генерал Џао Туо је успоставио краљевство Нањуе и учинио Пању његовом престоницом 204. године пре нове ере. Остала је независна током сукоба Чу-Хан, иако је Џао преговарао о признању његове независности у замену за његово номинално потчињавање Хану 196. п.н.е. Археолошки докази показују да је Пању био експанзиван трговачки центар: поред предмета из централне Кине, археолози су пронашли остатке који потичу из југоисточне Азије, Индије, па чак и Африке. Џао Туа је наследио Џао Мо, а затим Џао Јингћи. Након смрти Џао Јингчија 115. године пре нове ере, његов млађи син Џао Сјинг је именован за његовог наследника, што је било кршење кинеске примогенитуре. До 113. пре нове ере, његова кинеска мајка, царица удовица Јиу га је убедила да подреди Нањуе као формални део Хан царства. Домаћи премијер Лу Јиа је покренуо државни удар, убивши амбасадоре Хана заједно са краљем, његовом мајком и њиховим присталицама. Успешна заседа је потом уништила Ханске снаге које су биле послате да га ухапсе. Цар Ву од Хана се увредио и покренуо велики речни и морски рат: шест армија под вођством Лу Бодеа и Јанг Пуа је заузело Пању и анектирало Нањуе до краја 111. п.н.е.

## Становништво
Према процени, у граду је 2009. живело 3.103.466 становника.
| 1990.     | 2000.     | 2009.     |
| --------- | --------- | --------- |
| 2.960.889 | 3.101.800 | 3.103.466 |

## Партнерски градови
Гуангџоу одржава споразуме о партнерским градовима са следећим страним градовима.
- Праг
- Франкфурт на Мајни
- Вилњус
- Истанбул
- Сиднеј
- Бари
- Квангџу
- Фукуока
- Оита
- Виња дел Мар
- Дурбан
- Арекипа
- Сурабаја
- Ресифе
- Окланд
- Лос Анђелес
- Лион
- Манила
- Бангкок
- Бирмингем
- Ванкувер
- Екатепек[12][13][14][15]

## Напомена
1. ↑  У српском језику најчешће, премда неправилно, изговаран као Гуангџоу, а ретко правилније: Гванџоу